# Вамшідас Бабаджі Махарадж
Вамшідас Бабаджі Махарадж (1859—1944) — ґаудія-вайшнавський святий, який вклонявся Крішні в умонастрої ватсалья або батьківської любові. Увесь час свого життя провів як бхаджананді — садгу, в чистому відданому служінні своїм божествам — Гаура-Гададхар, Нітай, Радга-Крішна і Гопал.

## Скорочений життєпис
Вамшідаса Бабаджі був народжений в 1859 році в селі Маджітпур Східна Бенгалія. Батьками були рибалка Санатана Маллабрахма та мати Шріматі Сарвасундарі. При народженні його назвали Бхайраб Чхандра, в сім'ї він був першою дитиною, після нього народилися два брати і чотири сестри. Сім'я жила в бідності, в дитинстві Бхайраб проводив весь день на річці, допомагаючи батькові ловити рибу. Ходив до сусіднього села Джамалпур в храм Гаура-Нітай, де слухав як гуру — вайшнав, розповідав про ліли Крішни і Чайтаньї Махапрабгу, а також про велич святого імені.
Згодом у нього розвинувся смак до духовного життя, після чого він прийняв Харілала Враджавасі, який був послідовником учнів Нароттама Даса Тхакура як свого дікша — гуру, який дав йому ім'я Вамшідаса. Бабаджі обійшов усі місця паломництва Індії, після чого в Набадвіпі він провів основну частину свого життя.
23 липня 1944 року Вамшідас Бабаджі Махарадж залишив тіло у Маджітпурі.